# HKPD Stjepan Radić Novi Slankamen
Hrvatsko kulturno-prosvjetno društvo "Stjepan Radić" je kulturno-umjetničko društvo Hrvata iz Novog Slankamena, AP Vojvodina, Srbija.

## Povijest
Osnovano je 1902. godine. Najstarija je hrvatska kulturna udruga u Vojvodini. Sjedište mu je u zgradi Hrvatskoga doma, Cara Dušana 163. Predsjednik je Vlado Aleksić, tajnik Ivan Gregurić.

## Sekcije
Branislav Nikolić vodi tamburaški orkestar od 18 članova, Stjepan Albot likovnu sekciju od 5 članova, Dragan Albot folklornu sekciju za mladež od 10 članova i Vlado Benković športsku (nogometnu) sekciju od 15 članova.

## Manifestacije
HKPD Stjepan Radić organizira u pokladno vrijeme Maskenbal, manifestaciju lokalnog značaja, Miholjski koncert na 26. rujna, manifestaciju regionalnog značaja, tijekom svibnja Likovnu koloniju i Berba bal, manifestaciju općinskog značaja.

## Vanjske poveznice
- Službena web-stranica